# Боронявська Ікона Божої Матері
Боронявська Ікона Божої Матері — чудотворна ікона Божої Матері, особливо шанована греко-католиками Закарпаття. Ікона виставлена для почитання в храмі монастиря отців василіян в селі Боронява Хустського району Закарпатської області.

## Історія
Згідно з відомостями монастирської хроніки вперше про чудотворну ікону Боронявської Божої Матері йде мова у записах від 1785 року.
Натхненний народним переказом про об'явлення Матері Божої неподалік боронявської василіянської чернечої обителі о. Йоанникій Базилович, ЧСВВ, пізніше протоігумен та перший історик «Срібної Землі», намалював ікону Пресвятої Богородиці Одигітрії. Він передав на полотні Матір Божу так, як її споглядали очевидці, що переповіли бачене під присягою ієромонахові. На празник Благовіщення 1785 року о. Й. Базилович передав цю ікону Пресвятої Богородиці в обитель, де її посвятили і встановили на іконостасі у монастирській церкві.
Пройшло не так багато часу, як ця Боронявська ікона прославилася багатьма чудами, записаними у монастирському літописі після даних під присягою свідчень побожних прочан з усіх куточків Гуцульщини, які приходили просити заступництва Матері Божої.
За чудотворні зцілення цю ікону Пресвятої Богородиці в кінці XVIII ст. на основі подань Духовної комісії було визнано «благодатною», тобто чудотворною, а згідно з декретом Папи Лева XIII від 28 березня 1893 року її було короновано, а монастиреві надано дозвіл на проведення відпустових свят три рази на рік: Благовіщення Пречистої Діви Марії, св. пророка Іллі й Воздвиження Чесного Хреста. З того часу на багатолюдні відпусти з усіх сторін краю і далеко з-за його меж в Бороняву йшли українці, мадяри, чехи, словаки, румуни, щоб вимолювати перед Небесною Ненькою полегшення у життєвих негараздах, зцілення з тілесних і душевних недуг.
У роки панування радянської влади в Україні, коли всі василіянські чернечі осередки, в тому числі і боронявський монастир, як і греко-католицька церква краю були ліквідовані, Боронявську чудотворну ікону Божої Матері зберігали побожні жителі Закарпаття.
8 квітня 1991 року чудотворну ікону було урочисто перенесено із міста Хуста до монастирської церкви Боронявської василіянської обителі.
З того часу відновилися багатотисячні паломництва до Боронявської Пресвятої Богородиці, яка продовжує далі заступатися за тих, хто з вірою приходить до неї і у щирих молитвах з чистим серцем, з надією просять її материнської опіки не тільки в Мукачівській єпархії, а й далеко за її межами.